# 長沙洞撤収作戦
長沙洞撤収作戦（チャンサドンてっしゅうさくせん、ちょうさどうてっしゅうさくせん）は朝鮮戦争中に行われた海上撤退。

## 経緯

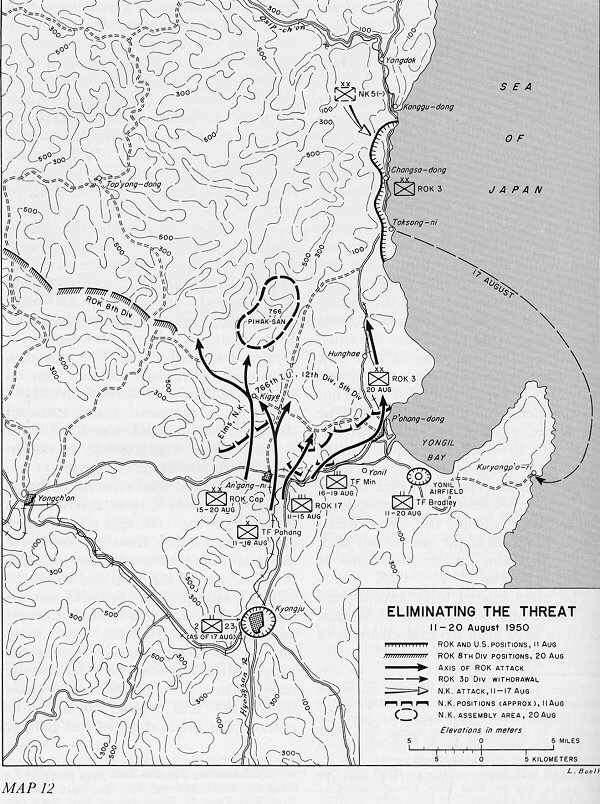
8月11日から20日までの戦線

1950年7月17日以来、韓国軍第3師団（師団長：李俊植准将、8月8日更迭）と人民軍第5師団（師団長：金昌徳少将）で盈徳の争奪戦が続いていたが、8月8日に韓国軍は盈徳を失陥した（盈徳の戦い）。8月9日、第3師団は司令部を長沙洞に移し、南湖洞北側で阻止した。人民軍は、海岸道沿いの進攻はアメリカ海軍と空軍によって不可能であったため、太白山麓を縫って南進を続け、第3師団の左側背を脅威した。10日には人民軍の軽装備部隊が興海に侵入して第3師団の退路を遮断し、11日には後方の浦項を占領した。
浦項の陥落を知った金錫源准将は、1個連隊で現前線を維持させ、1個連隊と第11砲兵大隊（大隊長：盧載鉉少領）で浦項を奪還しようとしたが、顧問官のエメリッチ中佐の反対で中止となった。巡洋艦ヘレナと駆逐艦3隻、第40戦闘爆撃大隊が支援していたが、夜間はどうにもならず、補給も途絶えがちで少量の空輸が時々行われる程度であった。そのため第3師団の陣地は徐々に狭められていった。さらにこの頃、人民軍第12師団（師団長：崔仁斗少将）が杞渓に侵入したため、第3師団の退路を開啓する望みが絶たれた。
第8軍司令官ウォーカー中将は第3師団の海上撤退を決心した。韓国陸軍本部にもこの旨を極秘で報告し、8月14日、韓国陸軍本部は第3師団に海上撤退の準備を指示した。金錫源准将は企図の秘匿のため、大隊長級以上の幹部にだけ知らせ、警察隊と避難民には極秘にした。
8月15日、第3師団にヘリコプターが派遣され、薬品の補給と負傷者の後送がなされた。金錫源准将は、海上撤退を考慮して第23連隊（連隊長：金淙舜中領）を地境洞一帯、第22連隊（連隊長：金應祚中領）を独石里一帯に配備した。

## 作戦
8月16日朝、第3師団に連絡機が飛来し、「LSTを今夜派遣する。…LSTの達着海岸を報告せよ。30分後に再び飛来する」と記した通信筒を投下した。第3師団は、水深と海岸の状況を勘案して撤収地点を独石里-祖師里の間1キロの砂浜に決定し、連絡機にその旨を通知すると、「午後9時にLST4隻が着岸する。必要な準備を至急整えよ」と通報した。
同日夜、第3師団は、山砲4門を海岸に配置して猛射させ、他に10両余りの車両をヘッドライトを点けたまま長沙洞南側の坂を登らせ、帰りは微光灯で戻し、またライトをつけて登らせる、という作業を一晩中繰り返した。さらに第一線には少数の兵力を残して午後10時に離脱させ、残置部隊は一斉に射撃して攻撃を仮装させた。これによって増援を受けて反撃に転じるかのように偽装した。避難民には、「明け方に師団長が演説するから、海岸の凹地に集まれ」と集合を命じ、集まったところで素早く乗船させた。
8月17日午前6時までに、将兵9000人（負傷者125人）、警察隊1200人、地方公務員・労務者・避難民などの1000余人、一切の車両や軍需品を積み終え、子牛まで乗船させて離岸した。
日が昇ると人民軍は撤退に気づき独石里の裏山から迫撃砲と機関銃射撃を加えてきたが、飛来したアメリカ空軍がこれを制圧した。ところが、師団長以下の首脳陣が援護部隊の撤収を見届けるために残っていたので1隻のLSTが離岸できなかった。船の乗組員は日本人であったが、迫撃砲弾が至近距離で炸裂すると「貨物運搬の契約はしているが、砲弾が飛んでくる中での仕事は契約していない。だから保険にも入っていない。出帆する」と言って離岸した。これに驚いた師団参謀長の孔国鎮中領は、憲兵に泳がせて船長を説得させた。再び接岸させると援護中隊が到着したので、彼らを乗せて離脱した。
第3師団は九龍浦に到着し、20日までに新兵の補充を受けて部隊を再編成した。そして閔支隊（支隊長：閔キ植大領）と交代して再び第5師団と交戦した。